# ¡Qué par de golfantes!
¡Qué par de golfantes! es una comedia musical ambientada en el mundo del golf y protagonizada por Jerry Lewis y Dean Martin.
Jerry Lewis y Dean Martin interpretaron la mayor parte de las canciones de la película tanto las originalmente compuestas para la misma, como las adaptadas:
- It's a Whistle-in' Kinda Mornin (Martin).
- It Takes a Lot of Little Likes to Make (One Big Love) (Martin y Lewis). *That's Amore (That's Love) (Martin y Lewis).
- The Gay Continental (Lewis).
- What Wouldcha Do Without Me? (Martin y Lewis).
- You're The Right One (Martin).

## Argumento
Harvey Miller (Jerry Lewis) es un dotado golfista pero en extremo nervioso para jugar golf frente al público, y actúa como entrenador y caddy para su amigo Joe Anthony (Dean Martin)

## Otros créditos
- Productora: Paramount Pictures
- Color: Blanco y negro
- Sonido: Gene Garvin y Gene Merritt
- Asistente de dirección: Michael D. Moore
- Montaje: Warren Low
- Dirección artística: Franz Bachelin y Hal Pereira
- Decorados: Sam Comer y Ray Moyer
- Diseño de vestuario: Edith Head
- Maquillaje: Wally Westmore
- Coreografía: Jack Baker

## Premios
- Harry Warren y Jack Brooks estuvieron nominados al Óscar a la mejor canción original por That's Amore, que en la película interpretaban Lewis y Martin.